# Bahr al-Ghazal Occidentale
Il Bahr al-Ghazāl Occidentale (in arabo غرب بحر الغزال‎?, Gharb Bahr al-Ghazāl) è uno dei dieci stati del Sudan del Sud. La capitale è Wau.
Copre una superficie di 91.075 km² e nel 2010 aveva una popolazione di 358.692 abitanti. Appartiene alla regione del Bahr al-Ghazal.
I gruppi etnici locali sono i Dinka Balanda, Luo (Jur), Ndogo, Kresh e i Bai.
Una delle sue province, quella di Raja, è quella parte del Sudan del Sud che più è stata afflitta dalla tratta di schiavi condotto dai vicini sultanati musulmani dal diciottesimo secolo e dai Mamelucchi d'Egitto nella seconda metà del diciannovesimo secolo. Tale provincia è l'unica parte del Sudan del Sud con un numero significativo di musulmani e un significativo numero di arabi.

## Geografia antropica

### Suddivisioni amministrative
Il Bahr al-Ghazāl è suddiviso in tre contee:
- Fiume Jur
- Raja
- Wau

Il Sudan del Sud amministra inoltre il Kafia Kingi, rivendicata dal Sudan.

## Principali città e villaggi
- Wau, capitale.
- Raja, ad ovest.
- Acongeong, a nordest di Wau.
- Deim Zubeir, al centro dello stato, a 70 km dal confine con la Repubblica Centrafricana.